# Генрі Примаков
Генрі Примаков (12 лютого 1914, Одеса — 25 липня 1983, Філадельфія, США) — американський фізик. Першим описав процес когерентного фотонародження нейтральних мезонів в електричному полі атомного ядра (увійшов до історії фізики як «Ефект Примакова»). Також науковець зробив свій внесок у розуміння різноманітних проявів слабкої взаємодії, включаючи захоплення мюонів, подвійний бета-розпад та взаємодію нейтрино з ядром.

## Біографія
Навчався в Колумбійському та Нью-Йоркському університетах, де в 1938 році йому присуджено науковий ступінь доктора філософії.
Генрі Примаков — внучатий племінник відомого з радянської історії репресованого більшовицького діяча Віталія Примакова. Батько Генрі народився в Києві, вивчав медицину, учасник І-ї світової війни, помер внаслідок фронтового поранення (1919), похований в Одесі. Мати Генрі разом з маленьким сином та батьками таємно перейшла румунський кордон й 1922 року прибула до США, де жив її дядько.
Дружина Генрі Примакова Мілдред Кон, з якою Генрі познайомився в університеті, — видатний хімік, відома в науці дослідниця, яка вперше застосувала ядерний магнітний резонанс в біохімії.